# 물고기 인간
《물고기 인간》(중국어원제: 魚人)은 중국 작가 궈스싱(過士行)의 1993년 극본 데뷔작품이다. 2018년 ‘제1회 중국희곡 낭독공연’에서 상연되었으며, 2019년 세종문화회관 S씨어터에서 공연된 작품이다. 한국 초연무대는 김광보 연출에 강신구, 박상종, 박완규, 최나라 등이 출연했다.

## 시놉시스
북방의 어느 호숫가에서 낚시 대회가 열린다.  호수의 신화적 존재인 대청어와 물고기를 지키는 위씨 영감은 낚시 대회를 탐탁지 않아 한다. 낚시 대회로 소란스러운 가운데  30년 전 대청어를 낚다가 아들을 잃은 ‘낚시의 신’이 등장하면서 호숫가에는 긴장감이 맴돈다.

## 창작진
- 원작: 궈스싱(過士行)
- 번역: 김우석
- 연출: 김광보
- 무대:박상봉
- 음악: 윤현종
- 안무: 금배섭

## 등장인물
- 낚시의 신(강신우) : 70세, 낚시의 고수
- 위씨 영감(박완규): 60세, 양어전문가
- 완장군(박상종): 65세, 퇴역군인
- 류샤오옌(최나라): 35세, 위씨 영감의 수양딸
- 셋째(이상승): 30세, 낚시의 신의 아들
- 물고기(박진호): 대청호의 물고기